# BYD・シール
シール（簡: 比亚迪 海豹、英: BYD SEAL）は、BYDによって製造・販売されているセダン型の二次電池式電気自動車（BEV）である。

## 概要
2021年9月、コンセプトカー「ocean-X」として発表。「e-Platform 3.0」をベースに開発されている。
中国市場向けのラインナップは、150 kWを発揮するシングルモーターを搭載し後輪を駆動する「精英型（Elite）」、170 kWを発揮するシングルモーターを搭載し後輪を駆動する「尊貴型（Prestige）」、230 kWを発揮するシングルモーターを搭載し後輪を駆動する「性能型（Performance）」、フロントに160 kW、リアに230 kWを発揮するモーターを搭載し四輪を駆動する「四駆性能型（4WD Performance）」である。
中国市場向けには61.4 kWhまたは82.5 kWhのLFP（リン酸鉄）リチウムイオンブレードバッテリーを搭載し、航続可能距離は460kmから570km（WLTP）となる。

### 日本での販売
2022年7月21日、2023年下半期に日本で展開することを発表した。
2024年6月25日、国内導入を発表し、同日販売を開始。日本市場向けのラインナップは、最高出力230 kWを発揮するシングルモーターを搭載し後輪を駆動する「シール（SEAL）」、フロントに最高出力160 kW、リアに230 kWを発揮するモーターを搭載し四輪を駆動する「シールAWD（SEAL AWD）」である。どちらもバッテリー容量82.56 kWhのLFP（リン酸鉄）リチウムイオンブレードバッテリーを搭載し、一充電走行距離はRWDが640 km、4WDが575 kmとなる。
2024年8月5日、販売開始から約1ヶ月間で累計受注台数300台を超えたことを発表。